# Arrais
Um arrais é um profissional da marinha mercante encarregue do governo de uma pequena embarcação.
No Brasil, um arrais amador é um desportista náutico habilitado a conduzir embarcações de recreio nos limites da navegação interior.

## Funções
As funções de um arrais são semelhantes às de um mestre de uma embarcação, apenas com as limitações inerentes a só estar certificado para exercer o governo de pequenas embarcações de pesca local ou costeira. No âmbito das suas funções, compete a um arrais coordenar e controlar a tripulação da sua embarcação na execução das tarefas relativas à manipulação do pescado para conservação e estiva.
Em Portugal, os arrais de pesca estão habilitados a exercerem o governo de embarcações de pesca de arqueação bruta inferior a 35, que operem em distâncias de até 50 milhas da linha das costas portuguesas do Continente, do arquipélago dos Açores ou do arquipélago da Madeira. Já os arrais de pesca local estão habilitados a exercer o governo de embarcações de comprimento entre perpendiculares até 9 m que operem dentro das áreas do porto de registo e dos portos limítrofes, de acordo com o tipo de embarcação e os regulamentos locais.

## Carreira e formação
Em Portugal, a função de arrais é desempenhada por marítimos, do escalão da mestragem da pesca do pessoal do convés, pertencentes às categorias de arrais de pesca ou de arrais de pesca local. O acesso às categorias de arrais é permitido aos marinheiros e pescadores, depois de obtida experiência de embarque e depois da frequência de um curso de promoção a arrais. A sua formação é realizada no FOR-MAR (Centro de Formação Profissional das Pescas e do Mar) ou em outros centros de formação marítima.